# Diego Tavares
Marcio Diego Fernandes Tavares de Albuquerque, conhecido somente como Diego Tavares (João Pessoa, 15 de janeiro de 1983) é um empresário e político brasileiro filiado ao Progressistas (PP), do estado da Paraíba, sendo atualmente  Secretário de Gestão Governamental e Articulação Política e Suplente da Senadora Daniella Ribeiro. É o senador mais jovem da história de seu estado. Ocupou o posto de Secretário de Desenvolvimento Social de João Pessoa.